# المحيريبا
المحيريبا هي مدينة تقع في السودان بولاية الجزيرة، محلية الحصاحيصا. تضم المدينة سوق تجاري كبير يأتيه الناس أكثر من 20 قرية مجاورة. ومن سكانها الحلاوين ، الكواهلة، الكميلاب، الجموعية، البرنو، النوبة وغيرهم. حاضرة المدينة تبعد 25 كيلومتر من مدينة ابوعشر.

## التعليم
بها ست مدارس 3 بنات و3 اولاد
- الرشيد(بنين) أساس
- القدس(بنين)أساس
- ابن ماجة(بنين) ثانوي
- خوله (بنات)ثانوي
- امنة بنت وهب(أساس)
- الهجرة (بنات-أساس)

وبها كلية المحيريبا التقانية.